# Nazionale femminile di pallavolo delle Filippine
La nazionale femminile di pallavolo delle Filippine è una squadra asiatica ed oceaniana composta dalle migliori giocatrici di pallavolo delle Filippine ed è posta sotto l'egida della Federazione pallavolistica delle Filippine.

## Rosa
Segue la rosa delle giocatrici convocate per la Volleyball Challenger Cup 2024.
| N° | Nome            | Ruolo | Data di nascita  | Squadra        |
| -- | --------------- | ----- | ---------------- | -------------- |
| 1  | Faith Nisperos  | S     | 2 gennaio 2000   | Akari Chargers |
| 2  | Mereophe Sharma | C     | 27 aprile 2001   | Akari Chargers |
| 3  | Vanessa Gandler | S     | 5 dicembre 2000  | Cignal HD      |
| 4  | Mhicaela Belen  | S     | 29 giugno 2002   | Lady Bulldogs  |
| 5  | Dawn Macandili  | L     | 1º giugno 1996   | Cignal HD      |
| 6  | Julia Coronel   | P     | 5 ottobre 2001   | Lady Spikers   |
| 11 | Julia Morado    | P     | 10 maggio 1995   | Denso Airybees |
| 12 | Angel Canino    | S     | 23 giugno 2003   | Lady Spikers   |
| 13 | Dell Palomata   | C     | 1º novembre 1995 | PLDT           |
| 16 | Ara Panique     | S     | 1º agosto 2004   | Lady Bulldogs  |
| 17 | Thea Gagate     | C     | 26 luglio 2000   | Lady Spikers   |
| 18 | Cherry Rondina  | S     | 4 settembre 1996 | Flying Titans  |
| 22 | Cherry Nunag    | C     | 22 ottobre 1992  | Flying Titans  |
| 23 | Jessica Galanza | S     | 28 novembre 1996 | Creamline      |

## Risultati

### Competizioni FIVB
| 1952 | non qualificata | -            |
| 1956 | non qualificata | -            |
| 1960 | non qualificata | -            |
| 1962 | non qualificata | -            |
| 1967 | non qualificata | -            |
| 1970 | non qualificata | -            |
| 1974 | 18º posto       | Convocazioni |
| 1978 | non qualificata | -            |
| 1982 | non qualificata | -            |
| 1986 | non qualificata | -            |
| 1990 | non qualificata | -            |
| 1994 | non qualificata | -            |
| 1998 | non qualificata | -            |
| 2002 | non qualificata | -            |
| 2006 | non qualificata | -            |
| 2010 | non qualificata | -            |
| 2014 | non qualificata | -            |
| 2018 | non qualificata | -            |
| 2022 | non qualificata | -            |

### Competizioni AVC
| 1975 | non qualificata | -            |
| 1979 | non qualificata | -            |
| 1983 | 5º posto        | Convocazioni |
| 1987 | non qualificata | -            |
| 1989 | non qualificata | -            |
| 1991 | 13º posto       | Convocazioni |
| 1993 | 13º posto       | Convocazioni |
| 1995 | 8º posto        | Convocazioni |
| 1997 | 8º posto        | Convocazioni |
| 1999 | non qualificata | -            |
| 2001 | non qualificata | -            |
| 2003 | 8º posto        | Convocazioni |
| 2005 | 9º posto        | Convocazioni |
| 2007 | non qualificata | -            |
| 2009 | non qualificata | -            |
| 2011 | non qualificata | -            |
| 2013 | 12º posto       | Convocazioni |
| 2015 | 12º posto       | Convocazioni |
| 2017 | 8º posto        | Convocazioni |
| 2019 | non qualificata | -            |
| 2023 | 13º posto       | Convocazioni |

| 2008 | non qualificata | -            |
| 2010 | non qualificata | -            |
| 2012 | non qualificata | -            |
| 2014 | non qualificata | -            |
| 2016 | non qualificata | -            |
| 2018 | 9º posto        | Convocazioni |
| 2022 | 6º posto        | Convocazioni |

| 2022 | non qualificata | -            |
| 2023 | 7º posto        | Convocazioni |
| 2024 | 3º posto        | Convocazioni |
| 2025 | 2º posto        | Convocazioni |

### Competizioni zonali
| 1962 | 4º posto        | Convocazioni |
| 1966 | 4º posto        | Convocazioni |
| 1970 | 6º posto        | Convocazioni |
| 1974 | non qualificata | -            |
| 1978 | non qualificata | -            |
| 1982 | 5º posto        | Convocazioni |
| 1986 | non qualificata | -            |
| 1990 | non qualificata | -            |
| 1994 | non qualificata | -            |
| 1998 | non qualificata | -            |
| 2002 | non qualificata | -            |
| 2006 | non qualificata | -            |
| 2010 | non qualificata | -            |
| 2014 | non qualificata | -            |
| 2018 | 8º posto        | Convocazioni |
| 2022 | non qualificata | -            |

### Competizioni estinte
| 2018 | non qualificata | -            |
| 2019 | non qualificata | -            |
| 2022 | non qualificata | -            |
| 2023 | non qualificata | -            |
| 2024 | 7º posto        | Convocazioni |